# Brad Hornung Trophy
Brad Hornung Trophy je hokejová trofej udělovaná každoročně hráči juniorské ligy Western Hockey League, který prokáže největšího sportovního ducha. Trofej je pojmenována po Bradu Hornungovi, který ochrnul po zápase WHL 1. března 1987.

## Držitelé Brad Hornung Trophy
- S modrým pozadím jsou hokejisté, kteří vyhráli CHL Sportsman of the Year

| Sezóna  | Jméno                  | Tým                    |
| ------- | ---------------------- | ---------------------- |
| 2013–14 | Sam Reinhart           | Kootenay Ice           |
| 2012–13 | Dylan Wruck            | Edmonton Oil Kings     |
| 2011-12 | Mark Stone             | Brandon Wheat Kings    |
| 2010-11 | Tyler Johnson          | Spokane Chiefs         |
| 2009-10 | Jason Bast             | Moose Jaw Warriors     |
| 2008-09 | Tyler Ennis            | Medicine Hat Tigers    |
| 2007–08 | Tyler Ennis            | Medicine Hat Tigers    |
| 2006–07 | Aaron Gagnon           | Seattle Thunderbirds   |
| 2005–06 | Kris Russell           | Medicine Hat Tigers    |
| 2004–05 | Kris Russell           | Medicine Hat Tigers    |
| 2003–04 | Nigel Dawes            | Kootenay Ice           |
| 2002–03 | Boyd Gordon            | Red Deer Rebels        |
| 2001–02 | Ian White              | Swift Current Broncos  |
| 2000–01 | Matt Kinch             | Calgary Hitmen         |
| 1999–00 | Trent Hunter           | Prince George Cougars  |
| 1998–99 | Matt Kinch             | Calgary Hitmen         |
| 1997–98 | Cory Cyrenne           | Brandon Wheat Kings    |
| 1996–97 | Kelly Smart            | Brandon Wheat Kings    |
| 1995–96 | Hnat Domenichelli      | Kamloops Blazers       |
| 1994–95 | Darren Ritchie         | Brandon Wheat Kings    |
| 1993–94 | Lonny Bohonos          | Portland Winter Hawks  |
| 1992–93 | Rick Girard            | Swift Current Broncos  |
| 1991–92 | Steve Junker           | Spokane Chiefs         |
| 1990–91 | Pat Falloon            | Spokane Chiefs         |
| 1989–90 | Bryan Bosch            | Lethbridge Hurricanes  |
| 1988–89 | Blair Atcheynum        | Moose Jaw Warriors     |
| 1987–88 | Craig Endean           | Regina Pats            |
| 1986–87 | (Západ) Dave Archibald | Portland Winter Hawks  |
|         | (Východ) Len Nielson   | Regina Pats            |
| 1985–86 | (Západ) Ken Morrison   | Kamloops Blazers       |
|         | (Východ) Randy Smith   | Saskatoon Blades       |
| 1984–85 | Cliff Ronning          | New Westminster Bruins |
| 1983–84 | Mark Lamb              | Medicine Hat Tigers    |
| 1982–83 | Darren Boyko           | Winnipeg Warriors      |
| 1981–82 | Mike Moller            | Lethbridge Broncos     |
| 1980–81 | Steve Tsujiura         | Medicine Hat Tigers    |
| 1979–80 | Steve Tsujiura         | Medicine Hat Tigers    |
| 1978–79 | Errol Rausse           | Seattle Breakers       |
| 1977–78 | Steve Tambellini       | Lethbridge Broncos     |
| 1976–77 | Steve Tambellini       | Lethbridge Broncos     |
| 1975–76 | Blair Chapman          | Saskatoon Blades       |
| 1974–75 | Danny Arndt            | Saskatoon Blades       |
| 1973–74 | Mike Rogers            | Calgary Centennials    |
| 1972–73 | Ron Chipperfield       | Brandon Wheat Kings    |
| 1971–72 | Ron Chipperfield       | Brandon Wheat Kings    |
| 1970–71 | Lorne Henning          | Estevan Bruins         |
| 1969–70 | Randy Rota             | Calgary Centennials    |
| 1968–69 | Bob Liddington         | Calgary Centennials    |
| 1967–68 | Bernie Blanchette      | Saskatoon Blades       |
| 1966–67 | Morris Stefaniw        | Estevan Bruins         |